# Ана Смашнова
Ана Смашнова (рус. Анна Смашнова, хебр. אנה סמשנובה; рођена 16. јула 1976. у Минску, СССР) је бивша професионална тенисерка из Израела. Смашнова, који је највећи успех постигла пред крај своје каријере, у каријери је освојила дванаест турнира, као и Отворено првенство Француске 1991. године у јуниорској конкуренцији.

## Приватни живот
Ана Смашнова је 1995. матурирала у Америчкој међународној средњој школи у Тел Авиву. Такође служи у војсци Израела од 1997. године. 7. децембра 2002. удала се за свог бившег тренера Клаудија Пистолесија, од кога се касније и развела.

## Каријера
Ана Смашнова рођена је 16. јула 1976. године у Минску (тада СССР, данас Белорусија). Тенис је почела да игра са шест година у локалном клубу. Са десет година постала је најбоља тенисерка међу јуниорима у Совјетском Савезу, а 1989. освојила је национални шампионат у конкуренцији за младе тенисере. Смашнова се са породицом преселила у Израел 1990. године, након што ју је Фреди Крајван, оснивач Израелског тениског центра, позвао да имигрира. Тада је она одлучила да наступа за Израел, а 1991. је освојила Отворено првенство Француске у јуниорској конкуренцији.
Када је 1994. отпочела професионалну каријеру, магазин Tennis именовао ју је женским пробојем године. Те године, Смашнова је однела победе над високо рангираним тенисеркама као што су Јана Новотна и Лори Мекнил. Своје најбољи резултат на гренд слем турнирима, четврто коло, достигла је два пута на Отвореном првенству Француске, 1995. и 1998. Своју прву титулу Смашнова је освојила 1999. године, победивши Ироду Туљаганову у финалу турнира у Ташкенту. Другу титулу освојила је 2000. године, у Белгији, а у финалу је победила домаћу играчицу Доминик ван Рост, која је била и први носилац на турниру.
Смашнова је 2002. освојила чак четири титуле — АСБ класик у Окланду (савладала у финалу Татјану Панову), турнир у Канбери (савладала Тамарин Танасугарн), у Бечу (победила Ироду Туљаганову) и Шангају (победила Ану Курњикову). Те године је такође остварила победе над врхунским тенисеркама као што су Жистин Енен, Ким Клајстерс, Јелена Дементјева, Данијела Хантухова и Ченда Рабин. Такође се по први пут квалификовала за ВТА првенство, али ју је већ у првом колу победила Серена Вилијамс.
2003. Смашнова осваја две титуле, у Сопоту и Хелсинкију, и побеђује тенисерке као што су Анастасија Мискина, Вера Звонарјова и Нађа Петрова. Наредне године је освојила турнир у Бечу, победивши у финалу Алишу Молик, а такође је у октобру савладала 14. тенисерку света Ај Сугијаму. На Отвореном првенству Аустралије 2005. године је лако дошла до трећег кола, али ју је тада још лакше поразила Винус Вилијамс. Те године је такође освојила титулу на турниру у Будимпешти, коју је наредне године успешно одбранила. Смашнова је држала рекорд ВТА по броју добијених мечева у финалу — играла је дванаест финала, и у свих дванаест је тријумфовала. Свој рекорд је прекинула када је у јулу 2006. изгубила у финалу турнира у Форест Хила од Меган Шонеси.
У марту 2007. Смашнова је потврдила да ће се повући из света професионалног тениса након Вимблдона 2007. Каријеру је завршила поразом у првом колу Вимблдона од стране Немице Мартине Милер, и то са 6—0, 6—0.

## Учешће у Фед купу
Смашнова држи рекорд у броју одиграних узастопних мечева у Фед купу — 61. Остварила је 43 победе и 30 пораза у периоду 1992—2006.

## Стил игре
Смашнова је играла углавном са основне линије, а омиљена подлога била јој је шљака. Њен стил игре пореди се са стилом Шпањолке Аранче Санчез Викарио — правила је минималан број грешака, трчала за сваком лоптицом, и важила је за ментално „тешку“ противницу.

## Финала у појединачној конкуренцији

### Победе (12)
| Легенда           |
| Тијер I (0)       |
| Тијер II (0)      |
| Тијер III (3)     |
| Тијер IV и V (9)  |
| Гренд слем (0)    |
| ВТА шампионат (0) |

| Бр. | Датум               | Турнир                       | Локација             | Подлога | Противница у финалу   | Резултат        |
| 1.  | 13. јун 1999.       | Ташкент опен                 | Ташкент, Узбекистан  | Тврда   | Лоренс Куртуа         | 6–3 6–3         |
| 2.  | 23. јул 2000.       | Шампионат француског друштва | Ноке-Хајст, Белгија  | Шљака   | Доминик ван Рост      | 6–2 7–5         |
| 3.  | 6. јануар 2002.     | АСБ класик Окланд            | Окланд, Нови Зеланд  | Тврда   | Татјана Панова        | 6–2 6–2         |
| 4.  | 13. јануар 2002.    | Канбера интернашонал         | Канбера, Аустралија  | Тврда   | Тамарин Танасугарн    | 7–5 7–6(2)      |
| 5.  | 16. јун 2002.       | ВТА Аустрија                 | Беч, Аустрија        | Шљака   | Ирода Туљаганова      | 6–4 6–1         |
| 6.  | 15. септембар 2002. | Кина опен                    | Шангај, Кина         | Тврда   | Ана Курњикова         | 6–2 6–3         |
| 7.  | 2. август 2003.     | Сопот опен                   | Сопот, Пољска        | Шљака   | Клара Закопалова      | 6–2 6–0         |
| 8.  | 10. август 2003.    | Нордеа опен                  | Хелсинки, Финска     | Шљака   | Јелена Костанић Тошић | 4–6 6–4 6–0     |
| 9.  | 22. мај 2004.       | ВТА Аустрија                 | Беч, Аустрија        | Шљака   | Алиша Молик           | 6–2 3–6 6–2     |
| 10. | 17. јул 2005.       | Модена опен                  | Модена, Италија      | Шљака   | Татјана Гарбин        | 6–6, предат меч |
| 17. | 13. август 2005.    | Велика награда Будимпеште    | Будимпешта, Мађарска | Шљака   | Каталина Кастањо      | 6–2 6–2         |
| 19. | 30. јул 2006.       | Велика награда Будимпеште    | Будимпешта, Мађарска | Шљака   | Лурдес Домингез Лино  | 6–1 6–3         |

### Пораз (1)
| Бр. | Датум            | Турнир                   | Локација         | Подлога | Противница у финалу | Резултат    |
| 1.  | 26. август 2006. | Форест Хилс тенис класик | Форест Хилс, САД | Тврда   | Меган Шонеси        | 1–6 6–0 6–4 |